# Jogos Olímpicos de Verão de 1912
Jogos Olímpicos de Verão de 1912 (em sueco: Olympiska sommarspelen 1912), oficialmente conhecidos como Jogos da V Olimpíada, realizaram-se em Estocolmo, capital da Suécia, entre 5 de maio e 27 de julho com a participação de 2 407 atletas, sendo apenas 48 mulheres, de 28 nações. Abertos oficialmente pelo Rei Gustavo V, os já bastante concorridos, prestigiados e famosos Jogos foram um modelo da eficiência sueca e o primeiro a que compareceram atletas de todos os cinco continentes.
Dotados de uma estrutura nunca antes vista, estes foram os primeiros Jogos que utilizaram um, na época, moderno sistema de som com alto-falantes espalhados pelo complexo olímpico e pela cidade, para informar sobre os resultados de cada esporte disputado; além disso, Estocolmo usou pela primeira vez um sistema de fotografias e cronometragem semieletrônica para marcação dos tempos na natação e no atletismo. Foi ainda a ultima edição em que as medalhas douradas foram feitas inteiramente de ouro.
Foram também os primeiros onde houve uma cerimônia coreografada de abertura, antes da entrada da delegações nacionais, realizada por duzentos jovens vestidos de branco no centro do gramado do Estádio Olímpico.
Portugal fez nesta edição a sua estreia nos Jogos Olímpicos, onde um atleta de sua delegação teve a fatalidade de proporcionar a mais triste nota da competição: o jovem fundista Francisco Lázaro, carpinteiro de apenas 22 anos, morreu de desidratação e ataque cardíaco após correr 30 quilômetros da maratona e abandonar a prova. Os outros pioneiros atletas portugueses participaram de provas no atletismo, luta e esgrima, sem, contudo, obter sucesso.

## Fatos e destaques

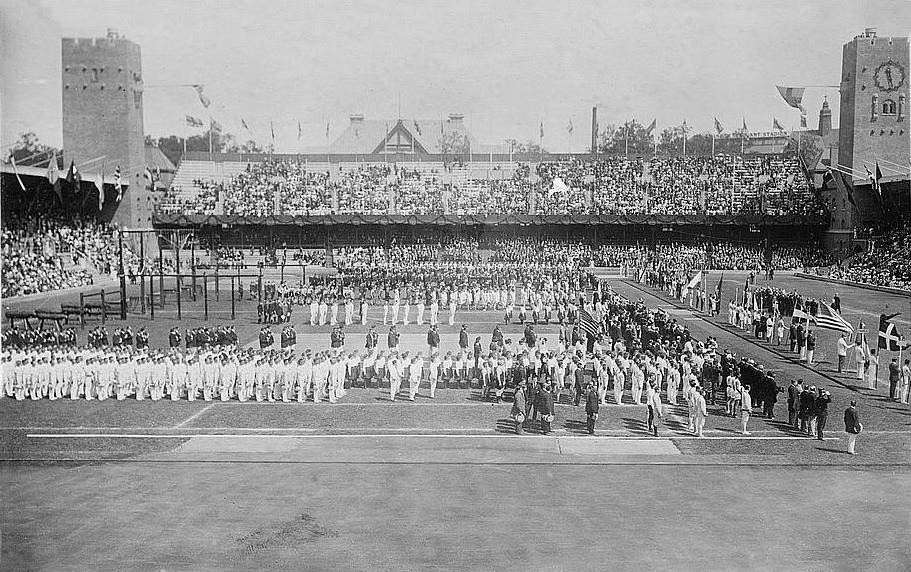
Cerimônia de abertura no Estádio Olímpico de Estocolmo

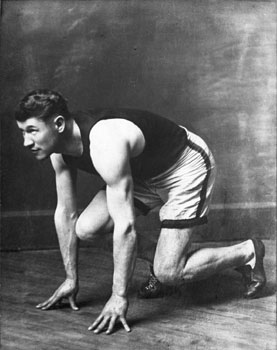
Jim Thorpe

- A organização dos Jogos não permitiu as disputas de boxe no evento, já que a legislação sueca proibia a prática deste esporte no país, o que fez com que o Barão Pierre de Coubertin dali em diante aprovasse no Comitê Olímpico Internacional uma resolução que diminuía o poder sobre a organização dos Jogos pelo país anfitrião.

- Foi introduzido nas Olimpíadas o pentatlo moderno, modalidade que combina esgrima, tiro, corrida pelo campo, equitação e natação numa prova só. Em quinto lugar nesta primeira disputa, e primeiro entre os não escandinavos, chegou um jovem cadete do exército americano, de quem, trinta anos mais tarde, durante a Segunda Guerra Mundial, o mundo todo ouviria falar como George S. Patton.

- O grande herói entre de todos os atletas que disputaram estes Jogos foi o americano Jim Thorpe, de descendência indígena, que conquistou a medalha de ouro no pentatlo (do atletismo, com cinco provas atléticas, prova que hoje não mais existe, e não o recém criado pentatlo moderno) e no decatlo, onde arrasou o recorde mundial, sendo considerado o mais perfeito atleta do mundo.

- A saga de Thorpe, após os Jogos de Estocolmo, foi contada em vários livros, revistas e até no cinema, onde nos anos 50 sua vida foi levada às telas, com o ator Burt Lancaster, um grande fã seu na vida real, fazendo seu papel. Acusado de ganhar alguns trocados como jogador de beisebol em ligas menores dos Estados Unidos, antes de ser campeão olímpico, Thorpe teve cassadas as suas medalhas por um Comitê cioso do amadorismo puro nos Jogos. Durante anos, nas década seguintes, aficionados, autoridades e jornalistas lideraram movimentos para que suas medalhas lhe fossem devolvidas, mas sempre encontraram resistência no COI, que, por coincidência, nestes tempos era dirigido pelo também americano Avery Brundage, o maior adversário da restauração olímpica de Thorpe e, curiosamente, um competidor também derrotado espetacularmente na disputa do pentatlo das Olimpíadas de Estocolmo pelo jovem índio. Apenas em 1983, trinta anos após sua morte, o COI reconheceu sua injustiça e numa bonita cerimônia devolveu a seus filhos as medalhas daquele que foi considerado por muitos jornalistas esportivos e pela Associated Press o maior atleta do mundo da primeira metade do século XX.

- A semifinal dos pesos médios na luta greco-romana entre Alfred Asikainen da Finlândia e o representante russo Martin Klein durou nada mais nada menos que onze horas.

- Os Jogos de Estocolmo viram a aparição vitoriosa do atletismo finlandês através principalmente de Hannes Kolehmainen, que ganhou três medalhas de ouro em corridas de fundo – e ganharia a maratona oito anos depois, em Antuérpia – e seria o pioneiro e inspirador de uma legião de extraordinários corredores finlandeses que encantariam o mundo e dominariam o atletismo de pista nos Jogos posteriores à Primeira Guerra Mundial.

## Modalidades disputadas
| - Atletismo - Cabo de guerra - Ciclismo - Esgrima - Futebol - Ginástica - Hipismo - Natação | - Pentatlo moderno - Polo aquático - Remo - Tênis - Tiro - Vela - Lutas |

## Países participantes

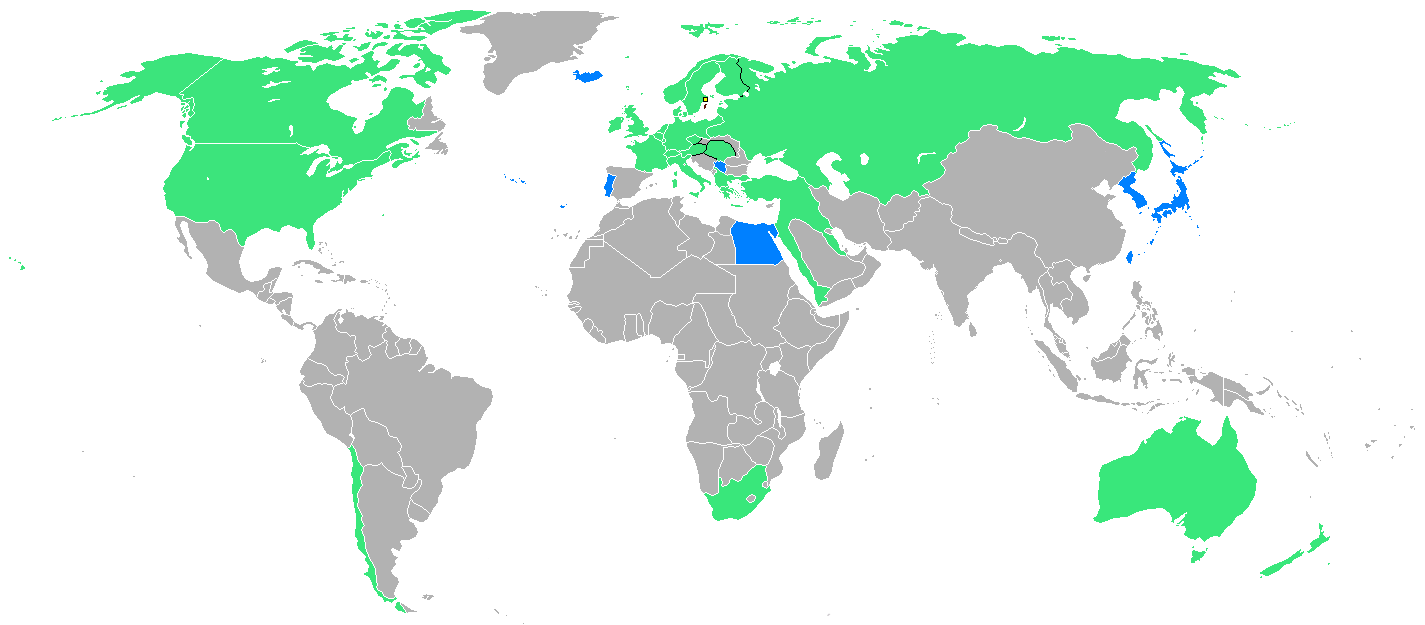
Participantes dos Jogos Olímpicos em 1912, com as nações estreantes em azul

Um total de 28 nações foram representadas em Estocolmo, que viu as primeiras aparições de Egito, Islândia, Portugal e Sérvia, sendo que esta última só voltaria a competir como país independente nos Jogos de 2008, em Pequim. O Japão também marcou sua estreia, no que também foi a primeira participação de um país da Ásia nos Jogos Olímpicos.
Na lista abaixo, o número entre parênteses indica o número de atletas por cada nação nos Jogos:
- RSA África do Sul (21)
- GER Alemanha (187)
- ANZ Australásia (26)
- AUT Áustria (85)
- BEL Bélgica (36)
- BOH Boêmia (39)
- CAN Canadá (36)
- CHI Chile (14)
- DEN Dinamarca (152)
- EGY Egito (1)
- USA Estados Unidos (174)
- FIN Finlândia (164)
- FRA França (112)
- GBR Grã-Bretanha (279)
- GRE Grécia (22)
- HUN Hungria (119)
- RU1 Império Russo (159)
- ISL Islândia (2)
- ITA Itália (68)
- JPN Japão (2)
- LUX Luxemburgo (21)
- NOR Noruega (191)
- NED Países Baixos (33)
- POR Portugal (6)
- SRB Sérvia (2)
- SWE Suécia (444)
- SUI Suíça (7)
- TUR Turquia (2)

## Quadro de medalhas

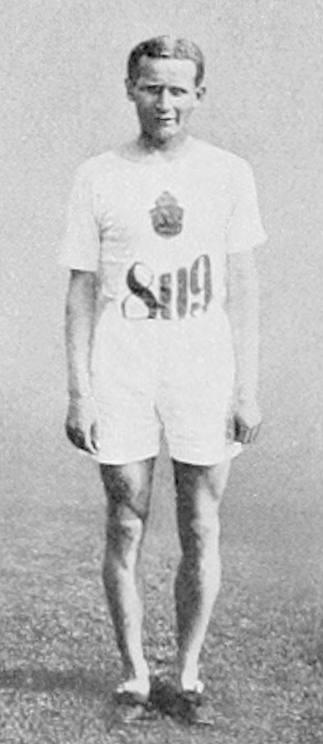
Hannes Kolehmainen, o primeiro "finlandês voador"

| Ordem | País               | Medalha de ouro | Medalha de prata | Medalha de bronze |    |
| ----- | ------------------ | --------------- | ---------------- | ----------------- | -- |
| 1     | USA Estados Unidos | 26              | 19               | 19                | 64 |
| 2     | SWE Suécia         | 24              | 24               | 17                | 65 |
| 3     | GBR Grã-Bretanha   | 10              | 15               | 16                | 41 |
| 4     | FIN Finlândia      | 9               | 8                | 9                 | 26 |
| 5     | FRA França         | 7               | 4                | 3                 | 14 |